# Silvia Morales
Silvia Morales Martín (Badalona, 6 maggio 1979) è un'ex cestista spagnola.
Alta 186 cm, giocava come ala.

## Carriera
Con la Spagna ha disputato i Campionati europei del 2007.